# アジア・コンテンツ・センター
株式会社アジア・コンテンツ・センター（英: Asia Content Center Inc、略称: ACC）は、主にテレビドラマを扱う、日本の映像制作会社である。

## 概要
ACCが初めて関わった韓国ドラマは、日韓共同制作ドラマの『悪い男』（邦題『赤と黒』）。この作品は、ACC、NHK、韓国の制作会社の3者が著作権を持つ。
2011年には、約23億円規模の「イルシン・ニュー・コリアン・ウエーブ・ファンド」（ドラマ制作を支援する初の日韓共同基金）が設立されたが、ACCも出資企業の一つとして参加している。

## 作品

### テレビドラマ
- 『ワイルドライフ〜国境なき獣医師団R.E.D.〜』　-　2008年、NHK BS hi・NHK総合
- 『メリは外泊中』　-　2010年、韓国KBS
- 『赤と黒』　-　2011年9月4日～（予定[5]）、NHK BSプレミアム

### その他
- プロジェクトJAPAN 『世界と出会った日本人』　-　2009・2010年、NHK総合